# Puya gilmartiniae
Puya gilmartiniae är en gräsväxtart som beskrevs av Ganapathy Subramaniam Varadarajan och A.R.Flores. Puya gilmartiniae ingår i släktet Puya och familjen Bromeliaceae. Inga underarter finns listade i Catalogue of Life.